# Das erste Mal (Film)
Das erste Mal ist ein deutscher Fernsehfilm der Frühling-Filmreihe von Thomas Kronthaler, der am 27. Februar 2022 erstmals im ZDF ausgestrahlt wurde.
Der Film erzählt die Geschichte der Dorfhelferin Katja Baumann, gespielt von Simone Thomalla, die Familien in Notsituationen zur Seite steht und gleichzeitig versucht Frühling in die Herzen der Menschen zu tragen. Es ist der 37. Film einer Reihe, in deren Mittelpunkt die Menschen des Ortes mit Namen Frühling stehen.

## Handlung
Adrian Steinmann trifft beim Joggen auf Erik Hartmann, der mit seinem Auto auf der Landstraße schwer verunglückt ist. Er alarmiert den Rettungsdienst und lässt sich anschließend von der Polizei bis nach Frühling mitnehmen. Die „Begegnung“ mit dem schwer Verletzten erinnert Adrian sogleich an seinen verstorbenen Vater und bringt ihn mental erneut an seine Grenzen. Dorfhelferin Katja Baumann bekommt derweil einen Anruf von Frau Dr. Schneiderhahn aus der Klinik. Sie kennt Erik Hartmann privat sehr gut und ist daher auch über die familiäre Situation im Bilde. Hartmann ist Witwer und erzieht seine Tochter, seit sie auf der Welt ist, allein. Daher ist es eine besondere Beziehung, die die 16-jährige Lucy und ihren Vater verbindet. Frau Dr. Schneiderhahn bittet Katja sich um das Mädchen zu kümmern, da es keine Verwandten in der Nähe gibt, die das übernehmen könnten. Katja holt Lucy von der Schule ab und zieht für die nächsten Tage im Haus der Hartmanns ein.
Katja, merkt sehr schnell, dass Lucy über Gebühr leidet. Sie wirkt vom Leben enttäuscht und schottet sich ab. Kurz äußert sie sogar sich schuldig zu fühlen, weil ihr Vater verunglückt ist, da er sie zur Schule gefahren hatte. Wenn sie nicht wäre, hätte auch ihre Mutter nicht sterben müssen. Ganz langsam baut Katja Vertrauen auf und Lucy erzählt ihr, dass sie seit einiger Zeit in der Schule gemobbt wird. Davon kann sich Katja überzeugen, als sie Lucy am nächsten Tag zur Schule fährt. Sie möchte gern herausfinden, was ihre Schulkameraden gegen sie in der Hand haben. Dass es Konkurrenz wegen eines Jungen gibt, hat sie schon am ersten Tage bemerkt, aber da scheint noch mehr zu sein. Katja braucht extrem viel Fingerspitzengefühl, um dem Teenager zu helfen, hat aber vorerst noch keine Idee, was zu tun ist. Lucy hilft ihr ein wenig als sie sich öffnet und gesteht Angst davor zu haben nicht genug geliebt zu werden. Deshalb hätte sie schon als kleines Kind die Beziehung zwischen ihrem Vater und Frau Dr. Schneiderhahn erfolgreich verhindert. Sie wollte die Liebe ihres Vaters für sich allein. Ähnlich wäre es jetzt mit ihrer besten Freundin Antonia gewesen, um sie nicht zu verlieren, hätte sie sich laufend etwas neues einfallen lassen, damit sie interessanter wäre als alle anderen Mädchen in der Schule. So hätte sie zuletzt mit Sexabenteuern geprahlt, die sie aber nie gehabt hätte. Seit sie sich nun in Lennart verliebt hätte, sei alles anders und sie weiß nicht, wie sie das Problem lösen soll. Katja rät ihr, ganz offen und ehrlich mit dem Jungen zu reden, der garantiert ganz anders reagieren wird als sie es vermutet. Auch mit Frau Dr. Schneiderhahn solle sie reden, schließlich würde sie ihre Verlustängste am besten verstehen.

## Nebenhandlungen
Adrian versucht Lilly zurückzugewinnen und legt sich deshalb mit ihrem neuen Freund an. Das imponiert ihr zwar, ändert aber nichts an ihren Gefühlen.
Katjas beste Freundin Leslie, mit der sie immer alle Sorgen teilen kann, hat sich frisch verliebt und stellt Katja ihren Ali vor.

## Hintergrund
Die Episode wurde vom ZDF in Zusammenarbeit mit „Seven Dogs Filmproduktion“ und UFA Fiction produziert und im Rahmen der ZDF-„Herzkino“-Reihe und als 37. Folge der Frühling-Filmreihe ausgestrahlt. Die Dreharbeiten erfolgten in Bayrischzell im Landkreis Miesbach. Einer der Hauptdrehorte ist auch das „Cafe Huber“ in Bayrischzell und die Kurklinik in Thiersee sowie der See selbst.

## Rezeption

### Kritik
Oliver Armknecht von film-rezensionen.de meinte, der Film „ist erneut ein missglücktes Drama, welches einen vermeintlichen Dorfalltag zeigt, dabei aber völlig überzogen ist. Es fehlt das Gespür, wie viel eine Geschichte verträgt, bevor es lächerlich wird.“ „‚Frühling: Das erste Mal‘ ist eine Ansammlung von Schicksalsschlägen und ganz großen Tragödien. Glaubwürdig ist das natürlich nicht in dieser geballten Form, das ist die Reihe aber selten. Sie versucht sich zwar als Abbild eines dörflichen Lebens zu inszenieren, tut dies aber nicht sonderlich überzeugend. Wie so oft schießt ‚Frühling: Das erste Mal‘ völlig über das Ziel hinaus. Das Thema Mobbing ist zweifelsfrei wichtig und sollte entsprechend aufgegriffen werden. Nur bringt das recht wenig, wenn ein Film so konstruiert und künstlich wirkt wie hier. Letzteres liegt auch daran, dass immer wieder verpasst wird, Katja bei einer alltäglichen Arbeit zu zeigen, sondern jedes Mal ein anderer Ausnahmefall ausgegraben wird. […] Aber Fans haben sich daran gewöhnt, dass in Frühling alle in einer eigenen Welt leben, in der die Gefühle richtig groß sind, das mit dem Nachdenken aber schwieriger funktioniert.“
Die Kritiker der Fernsehzeitschrift TV Spielfilm vergaben dagegen die beste Wertung. (Daumen nach oben) und werteten: „Versöhnliche Töne auch zum Ende der Staffel“.

### Einschaltquoten
Bei der Erstausstrahlung am 27. Februar 2022 wurde Das erste Mal in Deutschland nur von 6,29 Millionen Zuschauern gesehen, was einem Marktanteil von 19,0 Prozent entsprach.